# Pont de l'amitié Roussé-Giurgiu
 (janvier 2022).
Si vous disposez d'ouvrages ou d'articles de référence ou si vous connaissez des sites web de qualité traitant du thème abordé ici, merci de compléter l'article en donnant les références utiles à sa vérifiabilité et en les liant à la section « Notes et références ».
Pour les articles homonymes, voir Giurgiu (homonymie).
Le pont international de l'amitié Roussé-Giurgiu est un pont en poutre en treillis avec tablier inférieur, construit entre 1952 et 1954 ; franchissant le Danube, il relie les villes de Roussé, en Bulgarie, sur la rive droite (sud) et de Giurgiu, en Roumanie, sur la rive gauche (nord). Sa section centrale est un pont levant, permettant l'éventuelle circulation sur le fleuve de navires de grande hauteur. Jusqu'à la fin 2012, il est le seul pont qui relie les deux pays. Une ligne de chemin de fer est aménagée au niveau du bas, tandis qu'une chaussée au niveau du haut permet la circulation de véhicules motorisés, et des trottoirs de piétons.

Le pont de l'amitié Roussé-Giurgiu en hiver.
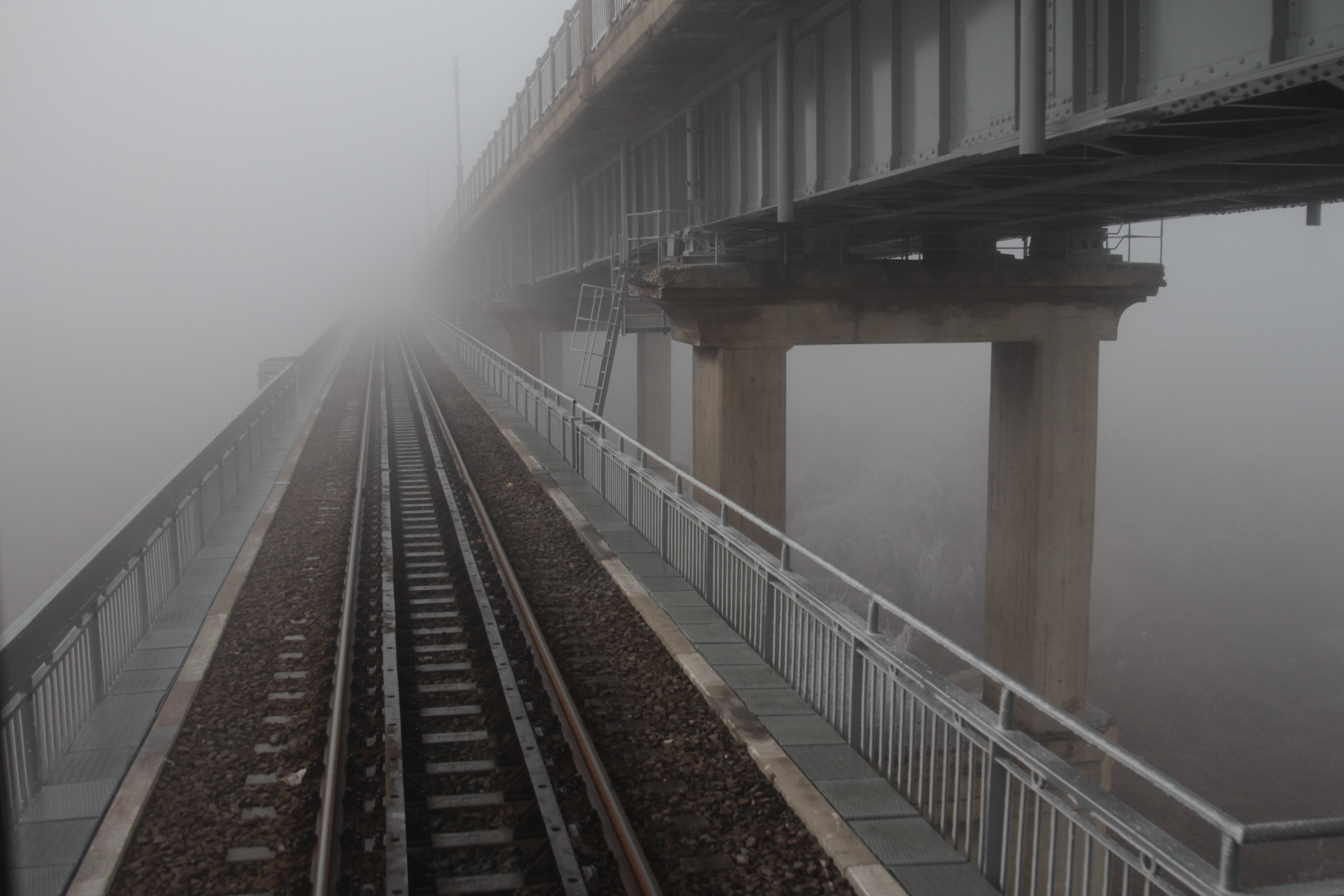
Embranchement entre voie routière et ferroviaire (partie roumaine du pont).
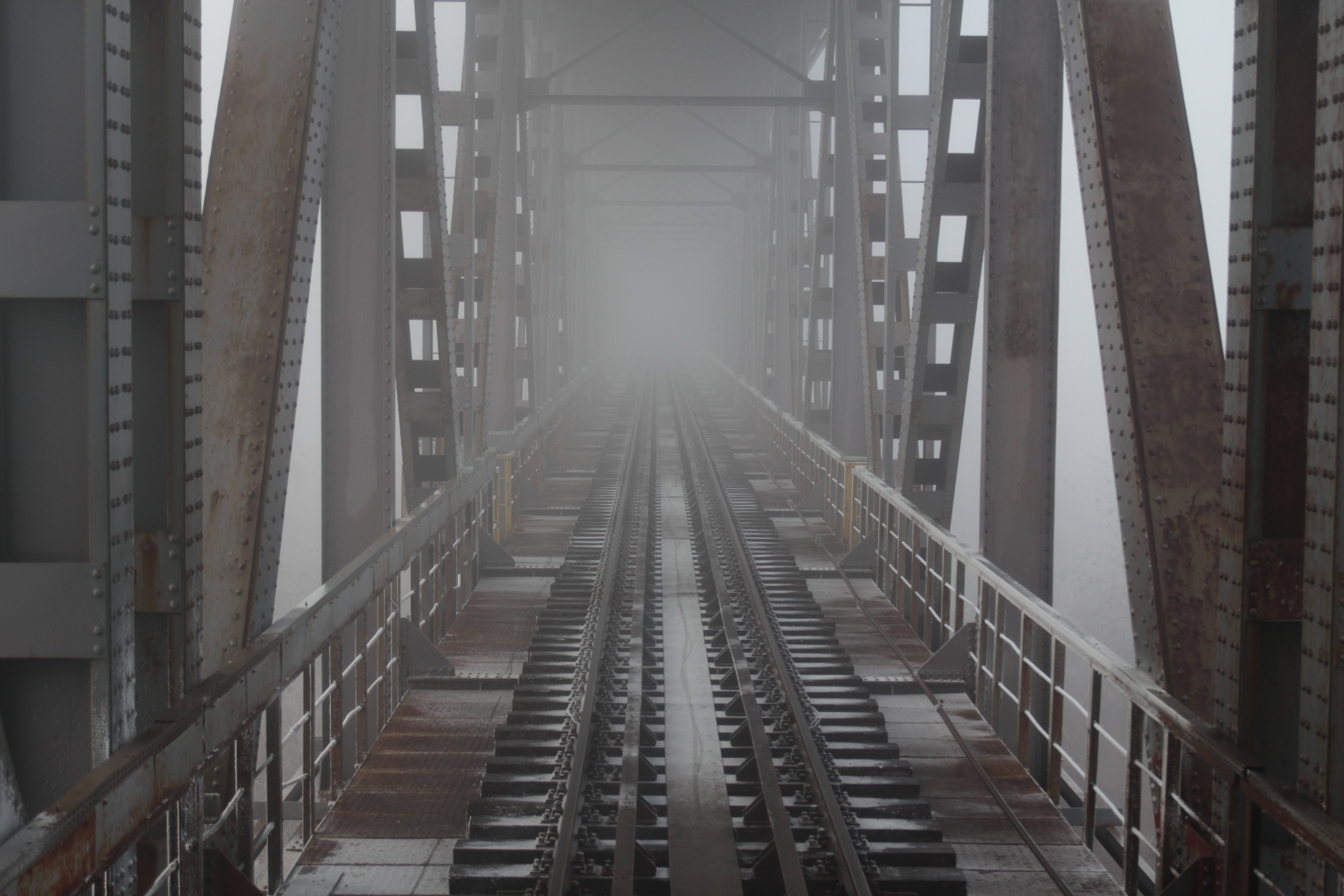
Milieu du pont vu depuis un train Bucarest-Istanbul.